# Кирха Святого Иакова в Шапках
Кирха святого Иакова в Шапках — лютеранская церковь в посёлке Шапки, бывший центр прихода Ярвисаари (фин. Järvisaari) Евангелическо-лютеранской церкви Ингрии.

## История
Самостоятельная лютеранская община Ярвисаари была образована в 1638 году.
На карте Ингерманландии А. И. Бергенгейма, составленной по шведским материалам 1676 года, упоминается центр прихода, кирха Järvisaari.
В 1690-е годы она уже имела собственного приходского священника и викария.
Кирха прихода Ярвисаари первоначально располагалась в деревне Лезье, но затем, после того, как она была разрушена в ходе боевых действий Северной войны, была построена новая кирха в деревне Сиголово.
В 1774 году кирха была перенесена из Сиголово в усадьбу Шапки.
В ноябре 1831 года, был создан объединённый приход Марккова-Ярвисаари, имевший одного настоятеля. Приход входил в Шлиссельбургское пробство.
В 1840-х годах началось строительство новой деревянной церкви прихода Ярвисаари.
15 июня 1846 года на холме Хаттула в селе Шапки, была открыта новая кирха, рассчитанная на 290 мест, она была освящена во имя святого Иакова.
Пасторат Ярвисаари располагался в деревне на берегу Старостинского озера.
В конце XIX века в приход переселилось большое число эстонцев.
В начале 1900-х годов богослужения на финском языке проводились в кирхе деревни Марково каждое второе воскресенье, остальные богослужения проходили в Ярвисаари. Кроме того, раз в месяц проводились службы на эстонском языке, то есть по шесть раз в год в приходах Марккова и Ярвисаари. Дополнительно велись 6-8 богослужений в год в Шлиссельбурге и одно в Новой Ладоге, на финском, а иногда на немецком языке.
В 1905 году из 4900 прихожан, 4600 человек были финны-ингерманландцы и 600 человек — эстонцы.
В 1919 году в объединённом приходе Марккова-Ярвисаари было 5300 прихожан, из них в приходе Марккова — 2600, а в приходе Ярвисаари — 2700 человек.
Кирха была закрыта 13 марта 1938 года, в ней разместился детский туберкулёзный санаторий.
Здание церкви сгорело в ходе боевых действий в 1944 году, сохранилось только лютеранское кладбище.

## Прихожане
Приход Ярвисаари (фин. Järvisaari) включал в себя 20 деревень: Белоголово, Белово, Горки, Ерзуново, Жоржино, Ихалайси, Кантуля, Келколово, Муя, Надино, Нечеперть, Нурма, Пендикова, Риппала, Сиголово, Сологубовка, Староселье, Старостино, Ховинпелто, Шапки.
Изменение численности прихожан объединённого прихода Марккова-Ярвисаари с 1842 по 1919 год:

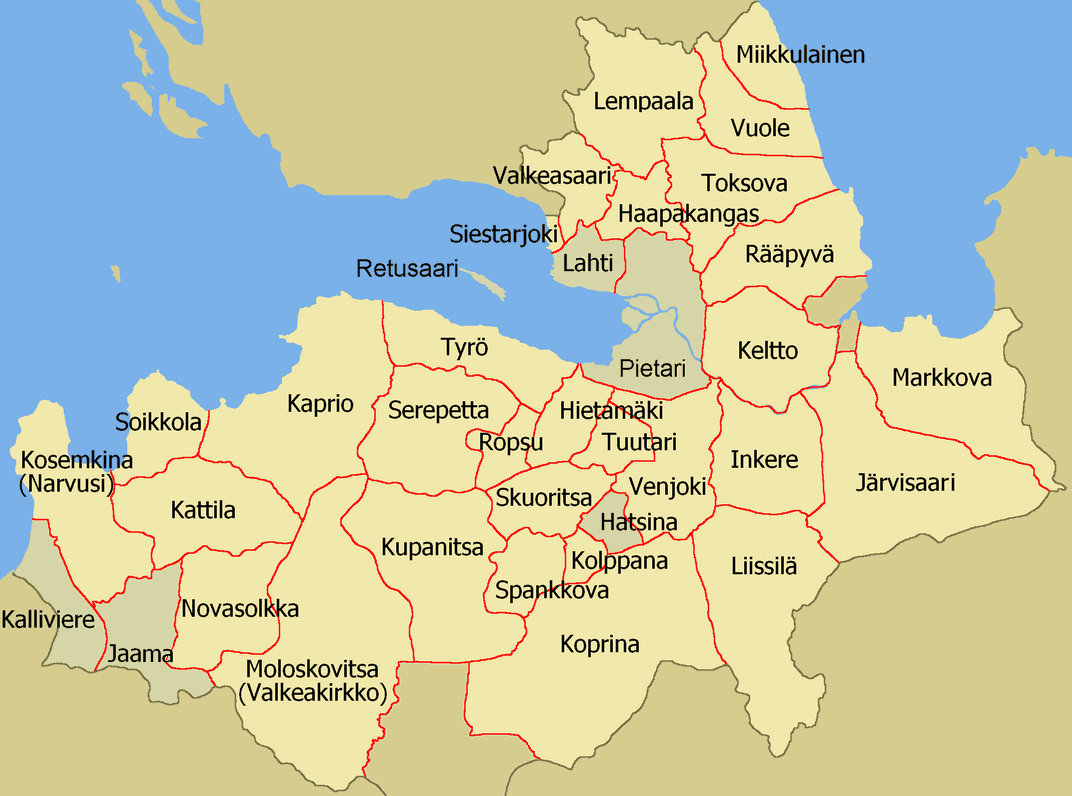
Карта приходов Церкви Ингрии (1930-е годы)

## Духовенство

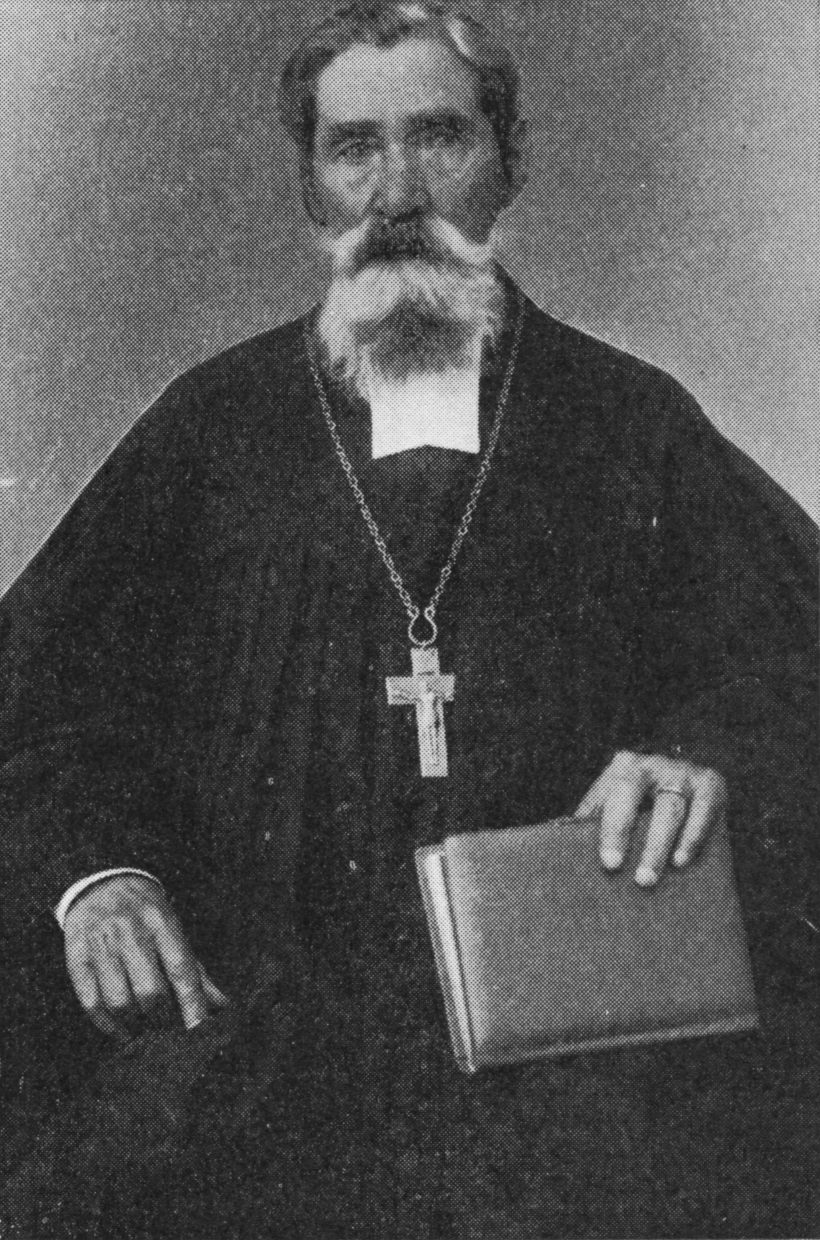
Пастор А. Пииспанен

| Настоятели прихода | Настоятели прихода                      |
| Даты               | Пастор                                  |
| ------------------ | --------------------------------------- |
| 1640—1672          | Йохан Хенрик Портан                     |
| 1682—1699          | Томас Андреас Боттниентис               |
| 1728—1740†         | Андреас Реландер                        |
| 1737               | Эрик Мюландер                           |
| 1741—1753†         | Маттиас Рекман (настоятель)             |
| 1753—1760†         | Йохан Остедт (настоятель)               |
| 1760—1791†         | Йохан Сунделиус (настоятель)            |
| 1775—1806          | Маттиас Вальстедт                       |
| 1788—1807†         | Андреас Каяндер (и. о. пастора, пастор) |
| 1808—1826†         | Хенрик Орландер (настоятель)            |
| 1807—1830          | Матиас Андерсин                         |
| 1827—1828          | Александер Моберг (и. о. пастора)       |
| 1828—1831          | Йохан Мерселиус (и. о. пастора)         |
| 1831—1834          | Отто Вилхелм Мохелл                     |
| 1834—1838          | Густав Вестениус                        |
| 1838—1848          | Фредрик Густаф Берг                     |
| 1848—1856          | Карл Вилхелм Кориандер                  |
| 1856—1857          | Карл Хелиен                             |
| 1857—1863          | Йохан Людвиг Николаус Грюндстрём        |
| 1864—1868          | Алойс Йеремиас Пииспанен                |
| 1868—1873          | Йохан Альберт Тенген                    |
| 1874—1878          | Отто Рокканен                           |
| 1878—1889          | Йохан Якоб Нордлунд                     |
| 1901—1912          | Матти Яатинен                           |
| 1912—1914          | Оскар Вилхелм Линдберг                  |
| 1914—1919          | Ээвертти Пярняне                        |
| 1919—1921†         | Оскар Вилхелм Линдберг                  |
| 1921—1923          | Селим Ялмари Лауриккала                 |
| 1923—1929          | Эркки Хуттер                            |
| 1929—1932          | Алексантери Корпелайнен                 |
| 1934—1935          | Пекка Виркки                            |
| 1936—1938          | Тойво Онни Кело                         |

## Фото

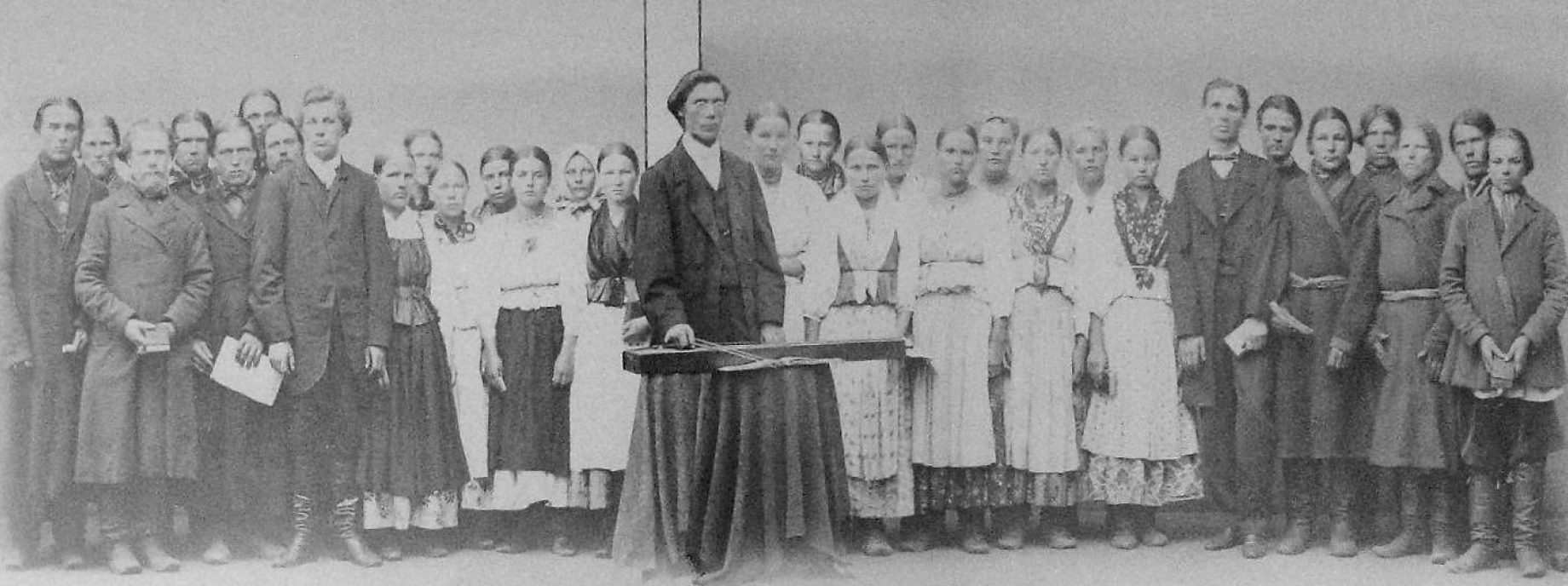
Хор объединённого прихода Марккова-Ярвисаари под управлением пастора А. Пииспанена. Фото 1866 года
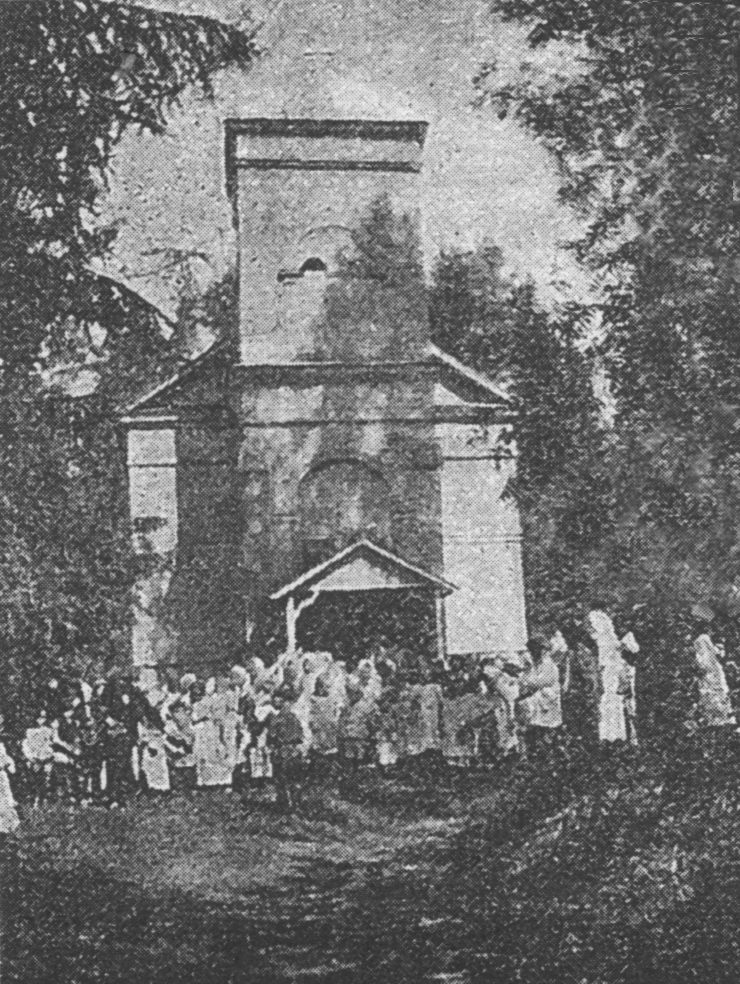
Кирха прихода Ярвисаари. Фото 1917 года